# العلاقات البوتانية السنغافورية
العلاقات البوتانية السنغافورية هي العلاقات الثنائية التي تجمع بين بوتان وسنغافورة.

## مقارنة بين البلدين
هذه مقارنة عامة ومرجعية للدولتين:
| وجه المقارنة                                              | بوتان          | سنغافورة                                                             |
| --------------------------------------------------------- | -------------- | -------------------------------------------------------------------- |
| المساحة (كم2)                                             | 38.39 ألف      | 719                                                                  |
| عدد السكان (نسمة)                                         | 807.61 ألف     | 5.89 مليون                                                           |
| الكثافة السكانية (ن./كم²)                                 | 21.04          | 819.19 ألف                                                           |
| العاصمة                                                   | تيمفو          | سنغافورة                                                             |
| اللغة الرسمية                                             | لغة دزونكا     | لغة إنجليزية، اللغة الملايو، اللغة الصينية القياسية، اللغة التاميلية |
| العملة                                                    | نغولترم بوتاني | دولار سنغافوري                                                       |
| الناتج المحلي الإجمالي (بليون دولار)                      | 2.51 مليار     | 323.91 مليار                                                         |
| الناتج المحلي الإجمالي (تعادل القوة الشرائية) بليون دولار | 6.49 مليار     | 472.59 مليار                                                         |
| الناتج المحلي الإجمالي الاسمي للفرد دولار أمريكي          | 2.66 ألف       | 52.89 ألف                                                            |
| الناتج المحلي الإجمالي للفرد دولار أمريكي                 | 7.82 ألف       | 82.76 ألف                                                            |
| مؤشر التنمية البشرية                                      | 0.605          | 0.925                                                                |
| رمز المكالمات الدولي                                      | +975           | +65                                                                  |
| رمز الإنترنت                                              | .bt            | .sg                                                                  |
| المنطقة الزمنية                                           | ت ع م+06:00    | ت ع م+08:00، توقيت سنغافورة المنسق ‏                                  |

## منظمات دولية مشتركة
يشترك البلدان في عضوية مجموعة من المنظمات الدولية، منها:
| علم المنظمة | اسم المنظمة                        | تاريخ انضمام بوتان | تاريخ انضمام سنغافورة |
| ----------- | ---------------------------------- | ------------------ | --------------------- |
|             | بنك التنمية الآسيوي                | 1982               | 1966                  |
|             | مؤسسة التنمية الدولية              | 28 سبتمبر 1981     | 27 سبتمبر 2002        |
|             | يونسكو                             | 13 أبريل 1982      | 8 أكتوبر 2007         |
|             | وكالة ضمان الاستثمار متعدد الأطراف | 21 أكتوبر 2014     | 24 فبراير 1998        |
|             | الأمم المتحدة                      | 21 سبتمبر 1971     | 21 سبتمبر 1965        |
|             | الاتحاد البريدي العالمي            | ?                  | ?                     |
|             | البنك الدولي للإنشاء والتعمير      | 28 سبتمبر 1981     | 3 أغسطس 1966          |
|             | الاتحاد الدولي للاتصالات           | 15 سبتمبر 1988     | 22 أكتوبر 1965        |
|             | منظمة حظر الأسلحة الكيميائية       | ?                  | ?                     |
|             | مؤسسة التمويل الدولية              | 1 ديسمبر 2003      | 4 سبتمبر 1968         |
|             | منظمة الشرطة الجنائية الدولية      | ?                  | ?                     |

## وصلات خارجية
- موقع وزارة الخارجية البوتانية
- موقع وزارة الخارجية السنغافورية